# Orestes (obra)
Orestes (Ορέστης / Orestēs) es el título de una tragedia de Eurípides datada en el año 408 a. C. Su trama está muy relacionada con las tragedias Electra, Ifigenia entre los Tauros e Ifigenia en Áulide.

## Personajes
- ELECTRA: hermana de Orestes.
- HELENA: esposa de Menelao, y hermana de Clitemnestra.
- ORESTES: hijo de Agamenón y Clitemnestra, a la que mató por haber matado ella a Agamenón.
- MENELAO: rey de Esparta y hermano de Agamenón.
- TINDÁREO: padre de Clitemnestra.[1]
- PÍLADES: príncipe de la Fócide, primo paterno y amigo íntimo de Orestes, que se ha criado con él.
- Un MENSAJERO.
- HERMÍONE: hija de Helena y Menelao.
- Un ESCLAVO FRIGIO.[2]
- APOLO.
- CORO de MUJERES de ARGOS

## Argumento

### Contexto
Tras haber matado a Clitemnestra, su madre, Orestes está en Argos y, al seguir estando perseguido por las Erinias, está muy enfermo y es cuidado por su hermana Electra.
En el juicio, los habitantes de Argos están a punto de emitir sus votos. Electra aún conserva la esperanza de que interceda para salvarlos su tío Menelao. 

### Llegada de Menelao y Helena
Menelao, antes de entrar en la ciudad, ha enviado por delante, de noche, a su esposa, Helena, para evitar que sea agredida por algún argivo que hubiera perdido a un familiar en la guerra de Troya.
Helena se lamenta de la muerte de su hermana, pero no culpa a Electra ni a Orestes, pues sabe que la matanza ha sido instigada por el dios Apolo. Helena envía a su hija Hermíone a la tumba de Clitemnestra para que ofrezca libaciones.
Orestes se despierta, y tras un momento de lucidez enloquece y cree que su hermana Electra es una de las Erinias. Luego se recupera. Llega entonces Menelao, al que Orestes le suplica ayuda contra el odio que le tienen algunos habitantes de Argos.

### Conversación entre Tindáreo y Orestes
Aparece el anciano Tindáreo, que reprocha a Orestes haber matado a Clitemnestra, pues, aunque era culpable de haber matado a Agamenón, merecía un juicio, pero no la muerte por su propio hijo.
Orestes replica que su madre, además de haber matado a Agamenón, tenía a Egisto como amante, acusa a Tindáreo de tener parte de la culpa por haber engendrado a Clitemnestra, y añade que, si no hubiera vengado a su padre, también sería igualmente acosado por las Erinias, por haber faltado a esa venganza, y que llevó a cabo la matanza para obedecer al dios Apolo.
Tindáreo se muestra inflexible: pretende intervenir para favorecer la condena a muerte de Orestes y Electra, e insta a Menelao a que evite prestar ayuda a Orestes.

### Dudas de Menelao
Orestes recuerda a su tío Menelao las deudas de gratitud que debe tener con la familia y particularmente con Agamenón, que comandó las tropas de la expedición de castigo a Troya por el rapto de Helena y permitió el sacrificio de su propia hija Ifigenia para favorecer la partida de las naves. 
Menelao indica a su sobrino que no tiene el poder suficiente para aplacar por la fuerza a los ciudadanos de Argos, pero señala que intentará convencerlos mediante el diálogo. Orestes queda decepcionado de la actitud de su tío.

### Pílades
Llega Pílades, se entera de la situación desesperada de su amigo y le cuenta que él ha caído también en desgracia: ha sido expulsado de su casa por su padre, Estrofio, por haber ayudado a Orestes en la matanza. Pílades convence a Orestes de que debe dirigirse a los ciudadanos de Argos y convencerlos de que ese matricidio fue un acto de justicia.

### Asamblea
Un mensajero relata a Electra el encuentro que han tenido Orestes y Pílades con los argivos: 
En el debate sobre si Orestes debe morir o no, ha intervenido primero el heraldo Taltibio, que ha hecho un elogio de Agamenón pero no ha exculpado a Orestes. A continuación, el rey Diomedes se ha mostrado partidario de que Orestes y su hermana sean exiliados. Otro argivo, manejado por Tindáreo, ha pedido la condena a muerte de los dos hermanos. Otro, en cambio, ha propuesto que se le ponga una corona a Orestes y que se le alabe por vengar a su padre. 
Orestes ha intentado en vano convencer a los argivos de que la matanza fue un acto de justicia. Electra y él han sido condenados a muerte, y Pílades quiere morir con ellos.

### Complot contra Helena y Hermíone
Para vengarse de sus desgracias y del nulo apoyo que les ha prestado Menelao, Pílades y Orestes deciden matar a Helena. Electra cree que si toman a Hermíone como rehén, los tres podrán salvarse.
Un esclavo frigio narra los sucesos posteriores: 
Orestes y Pílades se disponían a matar a Helena tras encerrarle a los esclavos, pero ellos han podido salir y han corrido a ayudarla. Tras ponerlos en fuga, los dos primos han tomado a Hermíone como rehén, pero Helena se había escapado.
Orestes y Pílades se disponen a quemar el palacio.
Cuando se presenta Menelao, Orestes lo amenaza con matar a Hermíone si no convence a los argivos de que anulen la condena a muerte.
En ese momento aparece Apolo trayendo consigo a Helena, a la que ha salvado por orden de Zeus y a quien debe conducir junto a los inmortales dioses. Dice a Menelao que debe tomar otra esposa, a Pílades que debe casarse con Electra y a Orestes que debe exiliarse de su tierra, ser juzgado en el Areópago de Atenas y casarse con Hermíone. Además, profetiza que será absuelto y que gobernará Argos.

## Música del coro
Se conserva un papiro (Papiro de Viena G 2315) con un pequeño fragmento musical, con notación vocal e instrumental. La música fue compuesta probablemente por el propio Eurípides. Se trata del primer estásimo (líneas 338-344), que empieza con la palabra Katolophyromai. Las notas musicales están escritas sobre el texto, que está en un orden distinto del habitual. Aunque el papiro está bastante deteriorado, es posible reconstruir las notas que faltan a partir de las que tenemos, pues estas coinciden con la escala dórica usada en la época de Eurípides, según conocemos por los teóricos musicales posteriores.